# Данлап, Джон
Джон Тимоти Данлап (англ. John Timothy Dunlap; род. 16 апреля 1957, Оттава) — канадский юрист, лейтенант великого магистерства Мальтийского ордена (с 13 июня 2022). С 3 мая 2023 года 81-й Великий Магистр Ордена.

## Биография
Родился 16 апреля 1957 года в столице Канады Оттаве; учился в университете Ниццы. Вернувшись на родину, окончил Оттавский университет и Университет Западного Онтарио, в котором получил степень доктора юриспруденции.
В качестве адвоката специализировался на корпоративном и иммиграционном праве; c 1997 года юридический консультант постоянного наблюдателя Святого Престола при ООН.
С 1996 года является членом Мальтийского ордена; в 2009, 2014 и 2019 годах он избирался членом Суверенного совета.
13 июня 2022 года после смерти предыдущего главы Ордена Марко Луццаго по решению папы римского Франциска был назначен лейтенантом великого магистерства Мальтийского ордена.

## Награды
- Большой крест с цепью ордена «За заслуги перед Итальянской Республикой» (21 ноября 2023 года, Италия)[4]
- Большой крест ордена Звезды Италии (9 января 2023 года, Италия)[5]
- Большой крест ордена Омара Торрихоса Эррера (27 февраля 2024 года, Панама)[6]
- Орден Белого орла (5 марта 2025 года, Польша)[7]
- Цепь ордена Заслуг (17 июля 2024 года, Венгрия)[8]
- Великий офицер ордена «За заслуги» (14 февраля 2013 года, Румыния)[9]